# راکی ساندا
راکی ساندا  (زاده ۲۳ اوت ۱۹۸۴) بازیگر، تهیه‌کننده و کارگردان نیجریه‌ای است.
او در اوت ۱۹۸۴ در ایالت لاگوس به دنیا آمد. او حرفه بازیگری خود را در سال ۲۰۰۴ در حالی که هنوز در دانشگاه ایالتی لاگوس دانشجو بود آغاز کرد و پس از فارغ‌التحصیلی در سال ۲۰۰۷ ادامه داد
بولانله نینالوو بازیگر و تهیه‌کننده فیلم نیجریه ای پسر عموی ساندا است.